# Paula Arnal Vidal
Paula Arnal Vidal (València, 6 d'abril de 1991) és una futbolista valenciana, que juga com a migcampista a l'Aldaia CF.
Comença a jugar a futbol a l'equip de Benicalap, fins als 12 anys que va haver de buscar un equip femení. Juga al Parreta fins que als 15 anys el Col·legi Alemany la fitxa per al seu equip B. Està diversos anys amb fitxa al filial, jugant també partits amb l'equip de superlliga, consolidant-se al primer equip en 2009, just abans que l'equip es convertira en València CF.
Amb els merengots arribaria a ser una de les capitanes de l'equip, si bé també patiria diferents lesions que afectarien a la seua continuïtat en la plantilla. En 2015, el València CF anuncia que no continuaria a l'equip, després de 10 anys vinculada a l'entitat.